# Maria Katarzyna Lasatowicz
Maria Katarzyna Lasatowicz (ur. 1951) – językoznawca, doktor habilitowany nauk humanistycznych. W lipcu 2002 roku została odznaczona Srebrnym Krzyżem Zasługi. Dyrektor i profesor Instytutu Filologii Germańskiej Uniwersytetu Opolskiego.
W 2018 została przewodniczącą Stowarzyszenia Germanistów Polskich.